# Natalin (powiat chełmski)
Natalin – wieś w Polsce położona w województwie lubelskim, w powiecie chełmskim, w gminie Kamień. Leży przy drodze wojewódzkiej nr 844 .
| SIMC    | Nazwa  | Rodzaj     |
| ------- | ------ | ---------- |
| 0104113 | Udalec | przysiółek |

Do 11 października 1973 roku wieś leżała w gminie Żmudź. W latach 1973-1983 w gminie Chełm. W latach 1975–1998 miejscowość należała administracyjnie do ówczesnego województwa chełmskiego.
Wieś jest sołectwem w gminie Kamień. Według Narodowego Spisu Powszechnego Ludności i Mieszkań (III 2011 roku) miała 140 mieszkańców i była dziesiątą co do wielkości miejscowością gminy.
Wierni Kościoła rzymskokatolickiego należą do parafii św. Michała Archanioła w Kamieniu.